# 鳳陽駅
鳳陽駅（ポンヤンえき）は、大韓民国忠清北道堤川市鳳陽邑にある韓国鉄道公社の駅である。

## 利用可能な路線
- 韓国鉄道公社
  - 中央線
  - 忠北線（終点ではあるが、全列車が次の旅客営業駅である堤川駅まで乗り入れる。）

## 駅周辺
- 堤川警察署鳳陽派出所
- 鳳陽119安全センター

## 歴史
- 1941年7月1日 - 開業。
- 1958年1月1日 - 忠北線が開業し当駅に接続。
- 1968年9月30日 - 当駅 - 堤川駅間が複線化開業。
- 2005年3月30日 - 忠北線が全区間電化される。
- 2016年12月9日 - 旅客営業中止。
- 2021年1月5日 - 旅客営業再開。

## 隣の駅
韓国鉄道公社
中央線
原州駅 - (雲鶴信号場) - 鳳陽駅 - (堤川操車場) - 堤川駅
忠北線
三灘駅 - (公田駅) - 鳳陽駅